# Hydatella inconspicua
Hydatella inconspicua är en näckrosart som först beskrevs av och senare fick sitt nu gällande namn av Thomas Frederic Cheeseman.
Hydatella inconspicua ingår i släktet Hydatella och familjen Hydatellaceae. Inga underarter finns listade i Catalogue of Life.